# Fiorentine
Les fiorentine sont des pâtes originaires de Toscane. Leur forme complexe retient les sauces avec lesquelles on peut les accommoder (ragù ou puttanesca). Ces pâtes sont similaires aux torchio.